# Triumph-Palace
Il Triumph-Palace (in russo Триумф-Палас?, letteralmente palazzo del Trionfo) è un edificio che si trova a Mosca in Chapayevsky Pereulok 3. È talvolta chiamato l'ottava sorella perché ha un aspetto simile a quello dei sette grattacieli fatti costruire a Mosca da Iosif Stalin intorno al 1950.

## Storia
La costruzione ebbe inizio nel 2001. Esso ha 57 piani, contiene circa 1000 appartamenti di lusso ed è stato, fino al 20 dicembre 2003, il grattacielo più alto d'Europa con 264,1 metri fino all'inaugurazione nel 2007 a Mosca dei 268 metri della torre sul Lungofiume.

## Galleria d'immagini

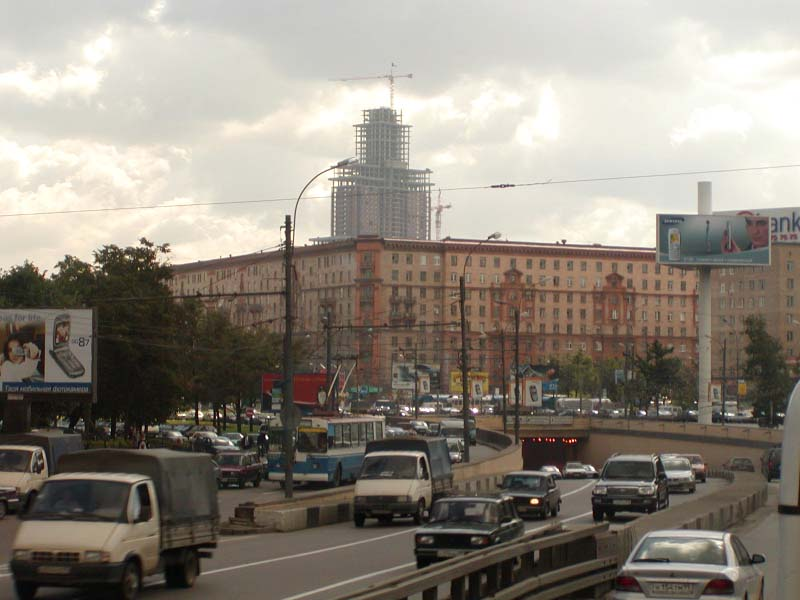
Il Triumph-Palace in costruzione
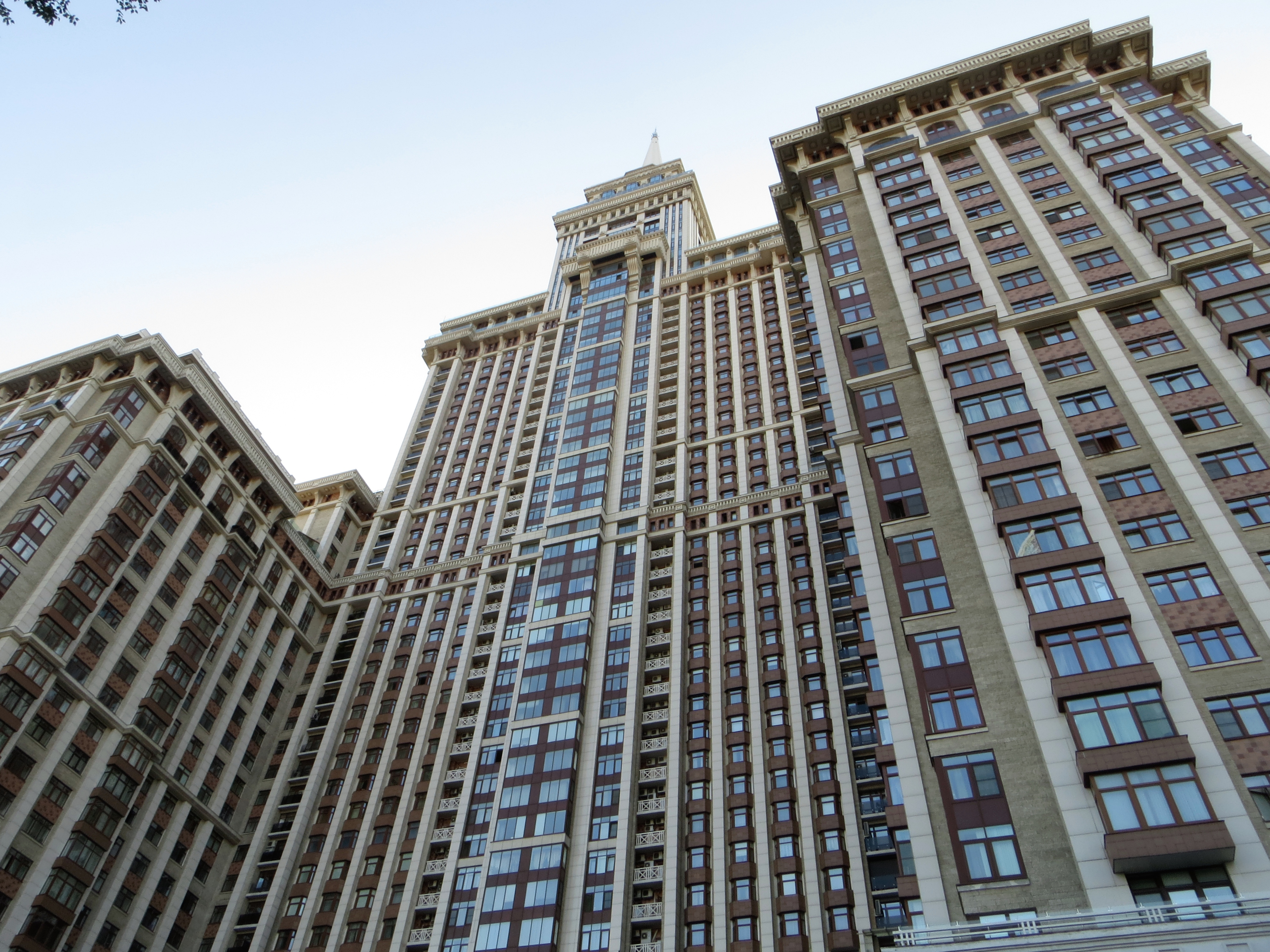
Il grattacielo visto dal basso
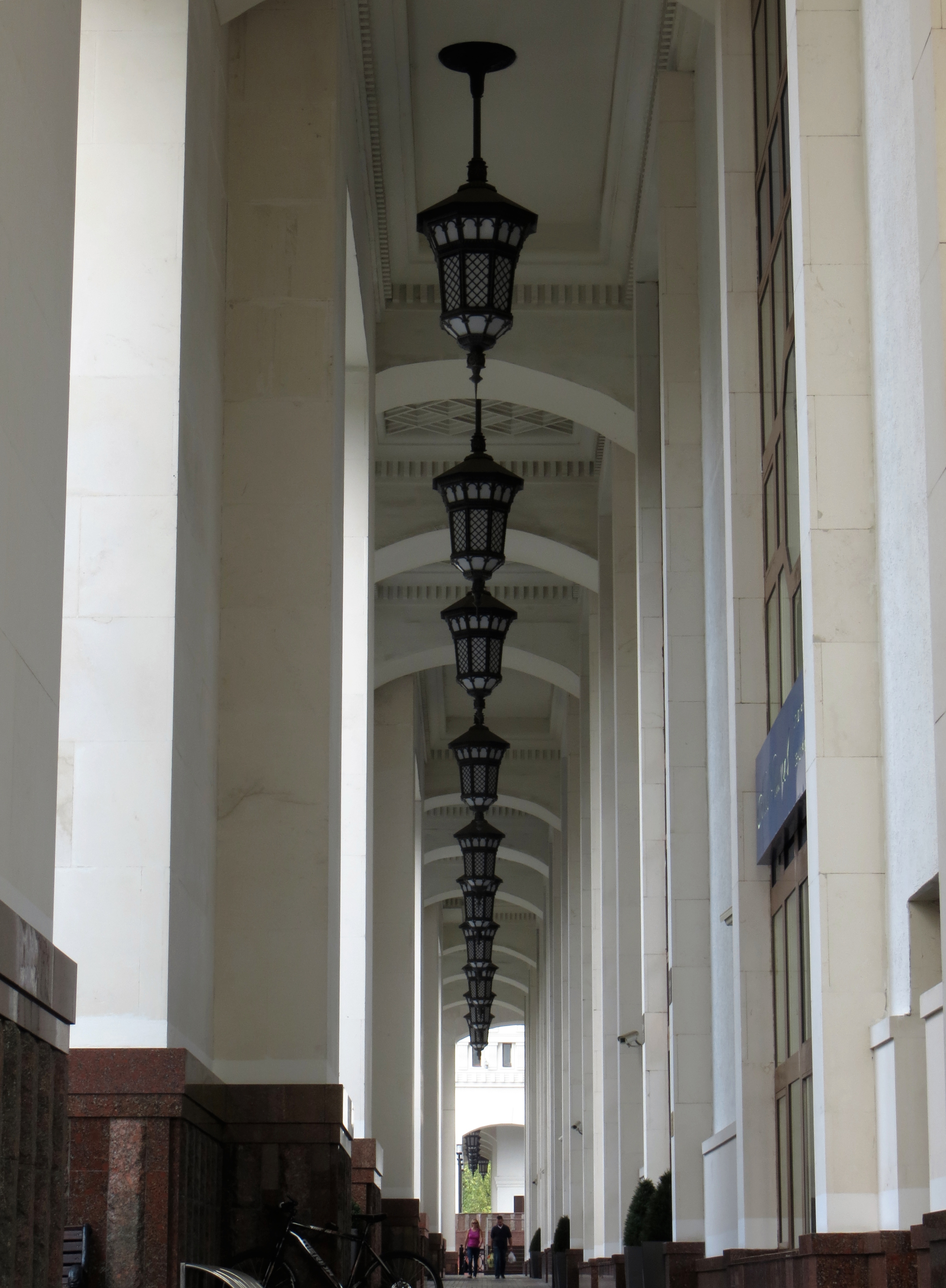
Uno degli atri del grattacielo